# زینب قیصری
زینب قیصری (زاده ۷ فروردین ۱۳۶۲) مهندس و سیاستمدار اصولگرای ایرانی است که نماینده حوزه انتخابیه تهران، ری، شمیرانات، اسلامشهر و پردیس در دوازدهمین دوره مجلس شورای اسلامی است. 
وی از ۱۱ مرداد ۱۴۰۳ رئیس فراکسیون نظارت بر صنعت نفت، گاز و پتروشیمی مجلس شورای اسلامی و عضو کمیسیون صنایع و معادن و همچنین عضو کمیسیون ویژه حمایت از تولید و نظارت بر اجرای سیاست‌های اصل ۴۴ می‌باشد. قیصری پیش از ورود به مجلس، به‌عنوان‌ مشاور وزیر نفت در دولت سیزدهم فعالیت کرده و سمت‌های مختلفی از جمله رئیس سبد کسب و کار پتروشیمی‌های کشور و همچنین مشاور انرژی مدیرعامل هلدینگ صنایع پتروشیمی خلیج فارس و مدیر گروه انرژی اندیشکده جهادی را نیز در کارنامه دارد.
او فارغ‌التحصیل رشته مهندسی شیمی از دانشگاه صنعتی شریف است و دارای کارشناسی ارشد انرژی می‌باشد. قیصری در حوزه نفت، گاز و پتروشیمی تخصص دارد و مسوولیت امکان‌سنجی ده‌ها پروژه پتروشیمیایی کشور را به عهده داشته است وی در خصوص بحران انرژی ایران، پیشنهادها و هشدارهایی به رئیس‌جمهور پزشکیان ارائه داده است.

## زندگی‌نامه
زینب قیصری در سال ۱۳۶۲ در ایران به دنیا آمد و تحصیلات خود را در رشته مهندسی شیمی در دانشگاه  به پایان رساند. او به عنوان سیاستمدار اصولگرا در حال حاضر در مجلس شورای اسلامی به نمایندگی از حوزه انتخابیه تهران، ری، شمیرانات، اسلامشهر و پردیس مشغول به کار است.

## فعالیت‌های سیاسی
قیصری در دوره دوازدهم مجلس شورای اسلامی به عنوان نماینده منتخب از تهران، ری، شمیرانات، اسلامشهر و پردیس انتخاب شده است. او در لیست‌های امنا و صبح ایران حضور داشت
زینب قیصری متأهل و دارای دو فرزند است. او همچنین در حال حاضر دانشجوی رشته حکمرانی در دانشگاه عالی دفاع ملی می‌باشد. 